# Mimetus aktius
Mimetus aktius är en spindelart som beskrevs av Chamberlin och Ivie 1935. Mimetus aktius ingår i släktet Mimetus och familjen kaparspindlar. Inga underarter finns listade i Catalogue of Life.